# Igor Gwadera
Igor „Iggy” Gwadera (ur. 1997 w Goleniowie) – polski muzyk, gitarzysta, basista, kompozytor, wokalista, producent muzyczny, współzałożyciel i były członek zespołów Anti Tank Nun i WAMI. Od 2022 roku jest gitarzystą Titus’ Tommy Gunn.

## Życiorys
Zaczął grać na gitarze w wieku dziesięciu lat. Lekcji gry na gitarze udzielał mu Jarosław „Chilek” Chilkiewicz. W wieku czternastu lat rozpoczął współpracę z Tomaszem „Titusem” Pukackim. Początkowo Titus i Iggy planowali nagrać tylko jeden utwór oraz teledysk, jednak z czasem projekt rozrósł się, w wyniku czego podjęto decyzję o wydaniu pełnego albumu studyjnego i utworzeniu zespołu Anti Tank Nun (ATN).
W 2013 basista Marco Mendoza zaproponował Gwaderze współpracę w ramach projektu WAMI. Do zespołu zostali zaproszeni: wokalista Doogie White i perkusista Vinny Appice. W 2014 roku ukazał się debiutancki album WAMI – Kill The King.
Igor Gwadera gra także w projekcie Metropolis (z Władysławem Komendarkiem i Agnieszką Makówką). Ponadto wziął udział w kilku koncertach projektu Muzyka Queen Symfonicznie, gdzie wystąpił z chórem, orkiestrą oraz solistą-aktorem Mariuszem Ostrowskim.
W 2018 r. rozpoczął współpracę z Józefem Skrzekiem.
W 2022 został gitarzystą grupy Titus’ Tommy Gunn, zastępując w niej Tomasza Olszewskiego.

## Dyskografia
- Arka Noego – Pan Krakers (2011)
- Krzak – Experience (2013)
- WAMI – Kill The King (2014)
- Snakebite – Snakebite (2016)
- Appice – Sinister (2017)